# Serge Azebaze
 (mai 2025).
Motif : pas de sources secondaires centrées sur le sujet
- Archive Wikiwix
- Bing
- Cairn
- DuckDuckGo
- E. Universalis
- Gallica
- Google
- G. Books
- G. News
- G. Scholar
- Persée
- Qwant
- (zh) Baidu
- (ru) Yandex
- (wd) trouver des œuvres sur Wikidata

| 1. | Préciser le motif de la pose du bandeau. | Précisez le motif de la pose du bandeau en utilisant la syntaxe suivante : {{admissibilité à vérifier\|date=juin 2025\|motif=remplacez ce texte par le motif}}                     |
| 2. | Informer les utilisateurs concernés.     | Pensez à avertir le créateur de l'article, par exemple, en insérant le code ci-dessous sur sa page de discussion : {{subst:avertissement admissibilité à vérifier\|Serge Azebaze}} |

Serge Azebaze né le 30 décembre 1972 au Cameroun. Il est un docteur en droit privé et auteur de plusieurs œuvres spécialisées dans la foi chrétienne. Il est l'un des pasteurs des églises impacte centre chrétien ayant pour leader l'apôtre Yvan Castanou. 

## Biographie

### Carrières et famille
Il est marié à l'évangéliste Josiane Azebaze et ont plusieurs enfants.

## Ouvrages
- Serge Azebaze, Libéré pour libérer: Auto-Délivrance Tome 1, Paris, 2024, 224 p. (ISBN 978-2959460005)
- Serge Azebaze, Libéré pour libérer: Auto-Delivrance Tome 2, Paris, 2025, 252 p. (ISBN 978-2959460012)